# Klešice
Klešice (en allemand : Kleschitz) est une commune du district de Chrudim, dans la région de Pardubice, en République tchèque. Sa population s'élevait à 402 habitants en 2022.

## Géographie
Klešice se trouve à 3 km au nord-est du centre de Heřmanův Městec, à 9 km à l'ouest de Chrudim, à 11 km au sud-ouest de Pardubice et à 90 km à l'est de Prague.
La commune est limitée par Jeníkovice et Jezbořice au nord, par Rozhovice à l'est, par Heřmanův Městec au sud, et par Svinčany à l'ouest.

## Histoire
La première mention écrite de la localité date de 1257.

## Galerie

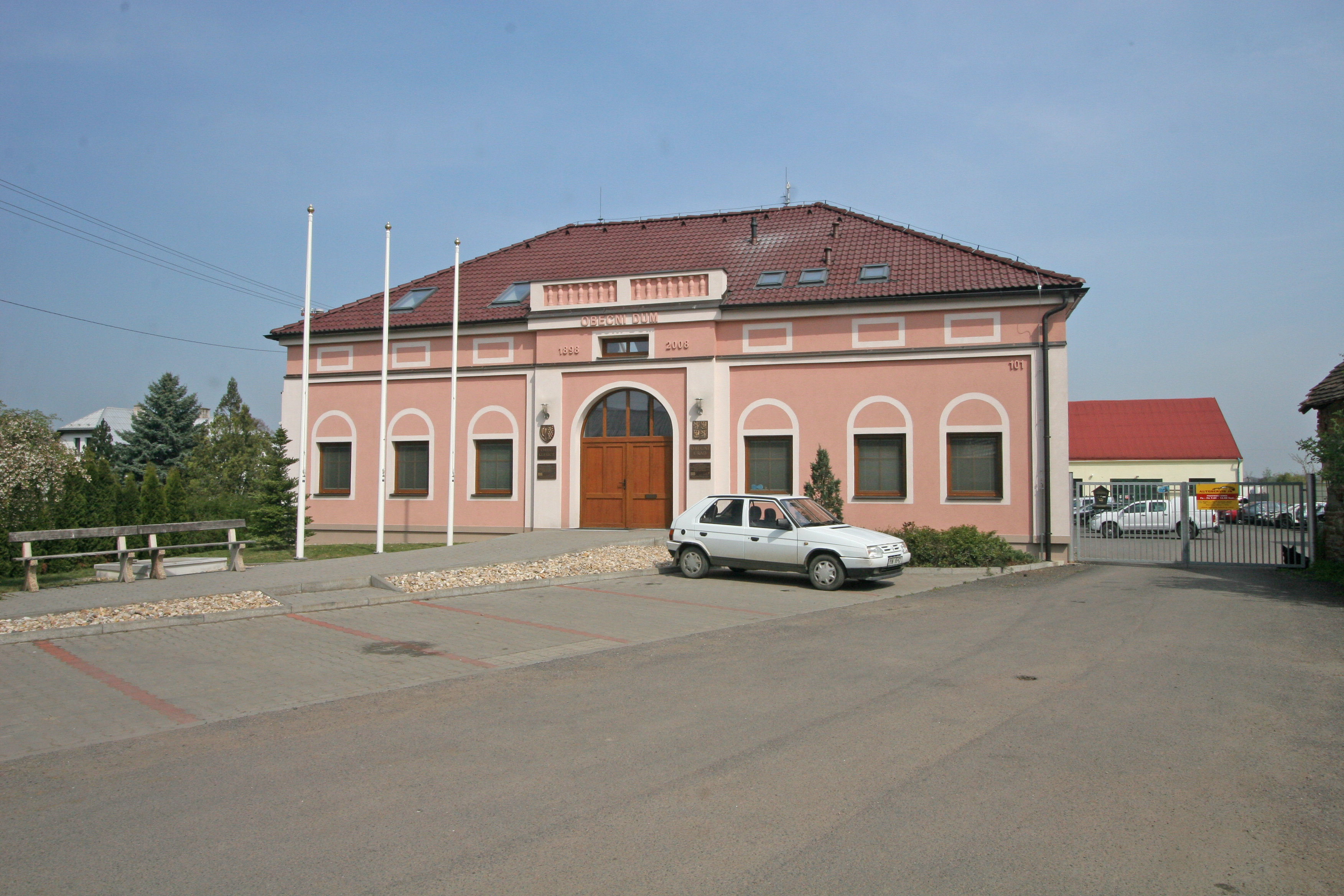
Klešice : la mairie.
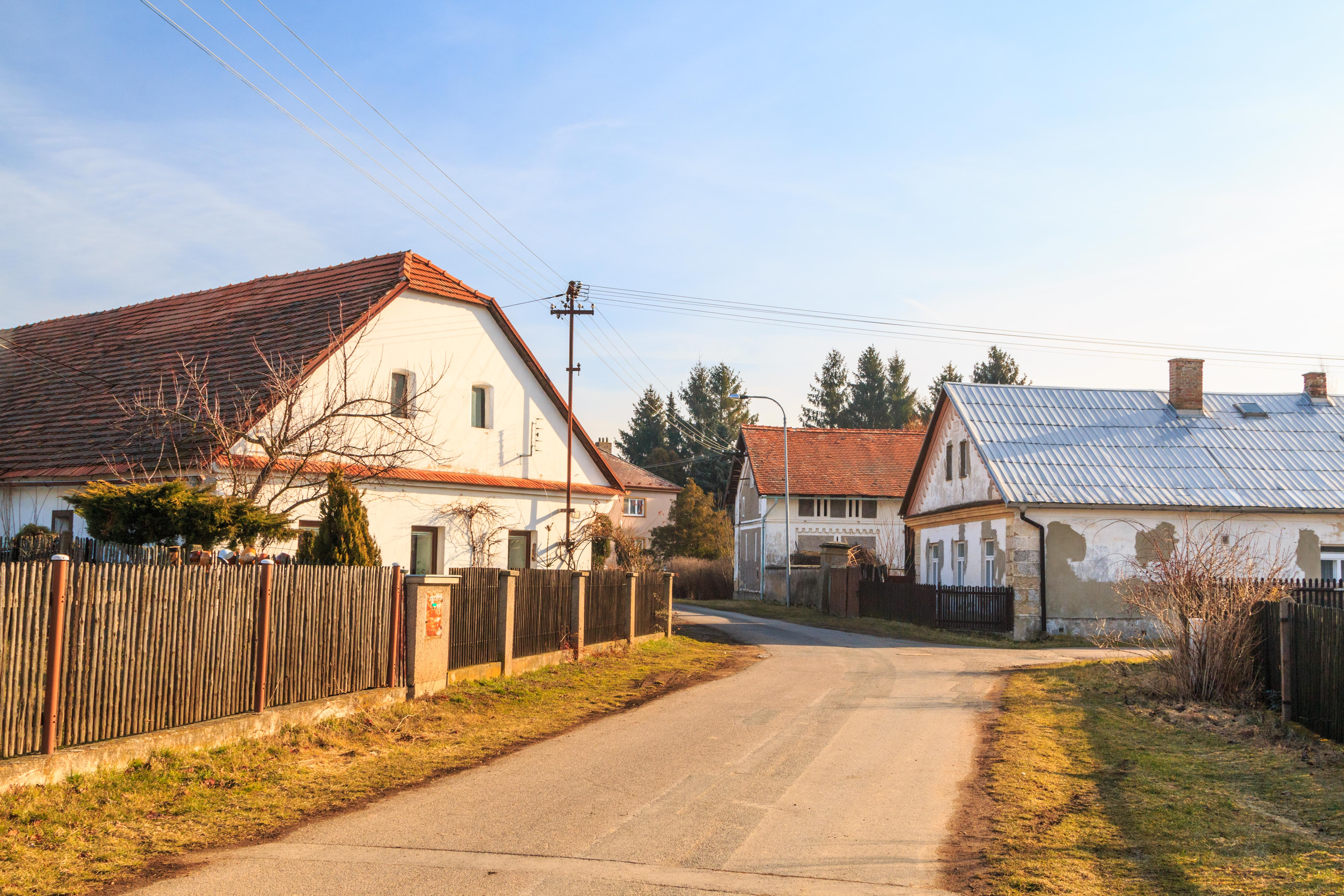
Klešice.

## Transports
Par la route, Klešice se trouve à 3 km de Heřmanův Městec, à 11 km de Chrudim, à 14 km de Pardubice et à 115 km de Prague.